# Carsenta
La carsenta o cascenta è un dolce tipico della zona di Comano e Fivizzano, in origine era preparato solo in occasione della festa patronale.
All'aspetto è simile ad una focaccia, ma al suo interno contiene uva passa, pinoli e semi d’anice.
La lievitazione in passato, nelle case poco riscaldate, poteva durare diversi giorni.